# Tupolew

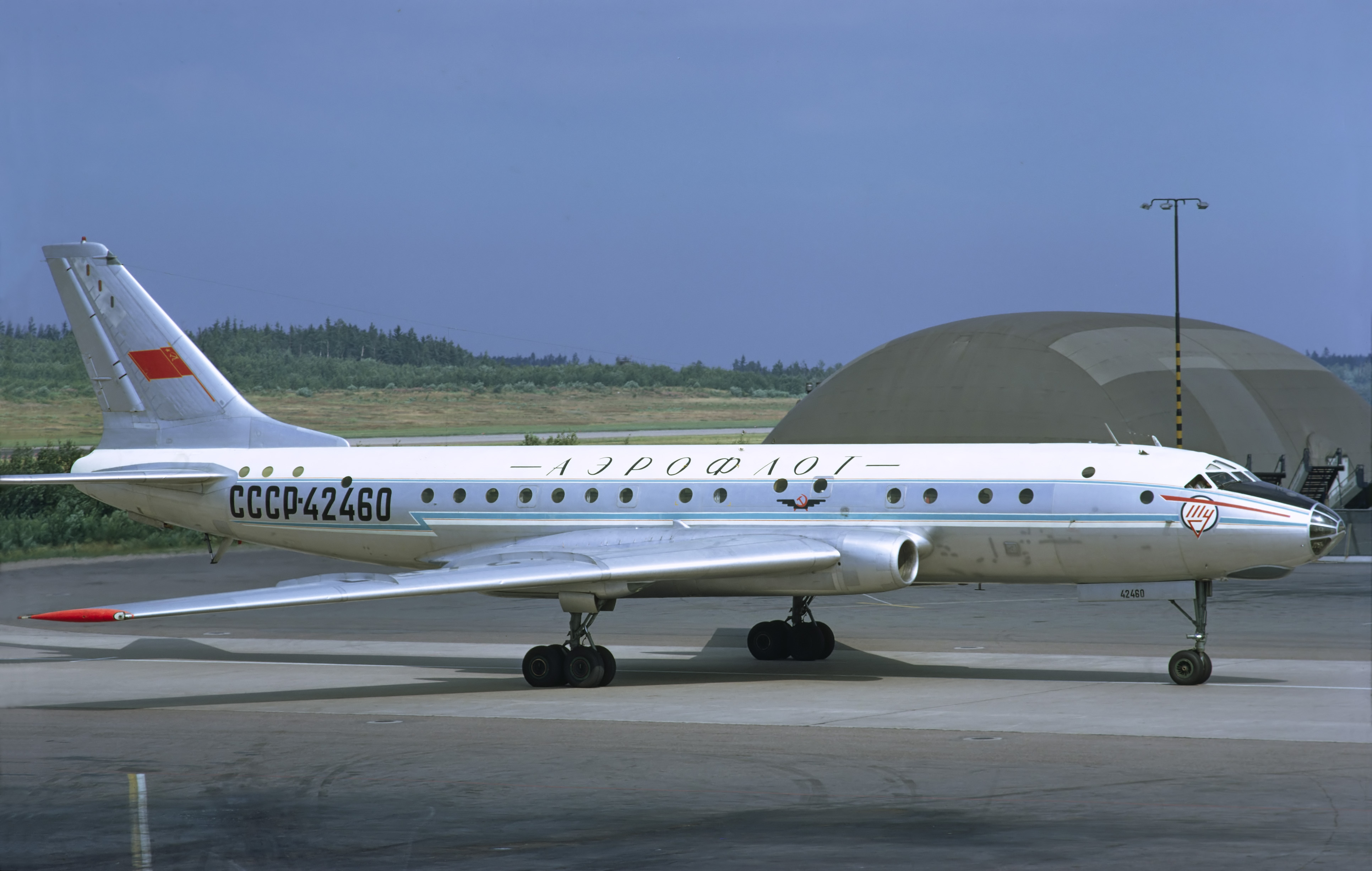
Tu-104 - pierwszy radziecki odrzutowy samolot pasażerski

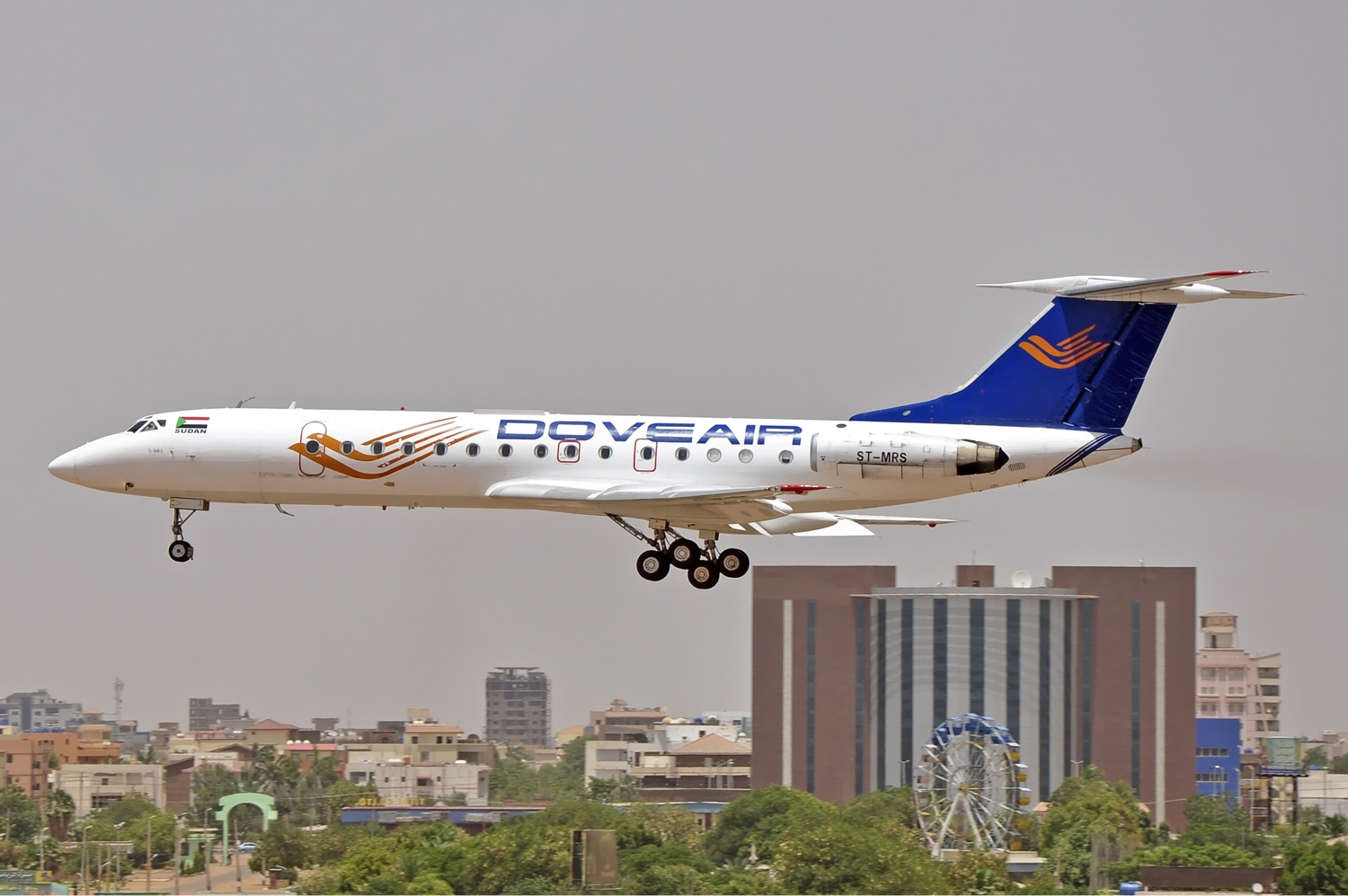
Samolot pasażerski Tu-134

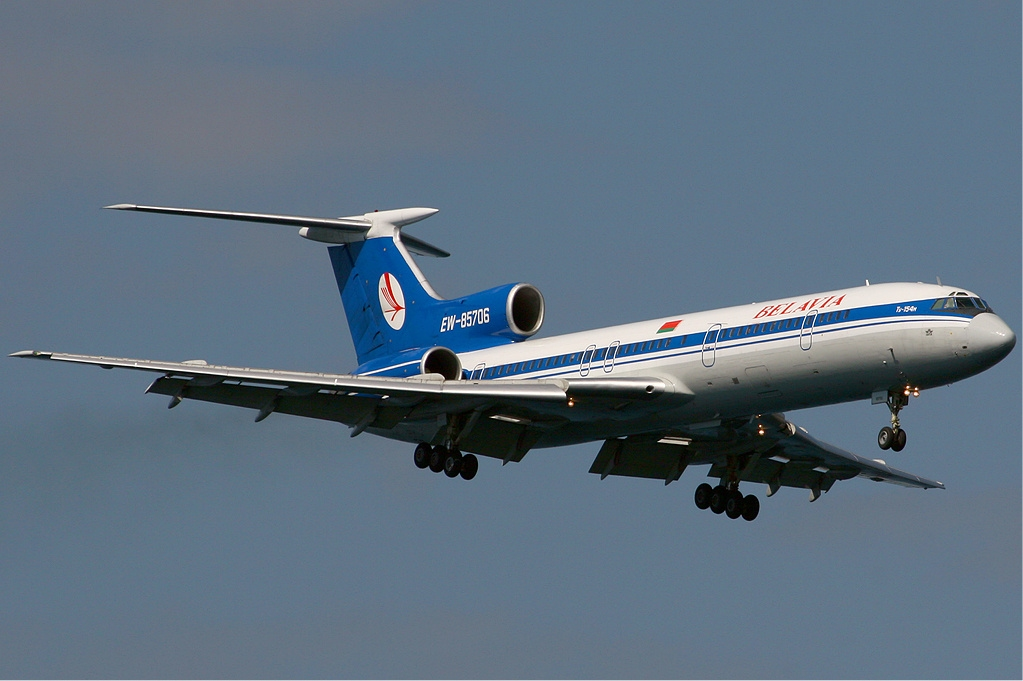
Samolot pasażerski Tu-154

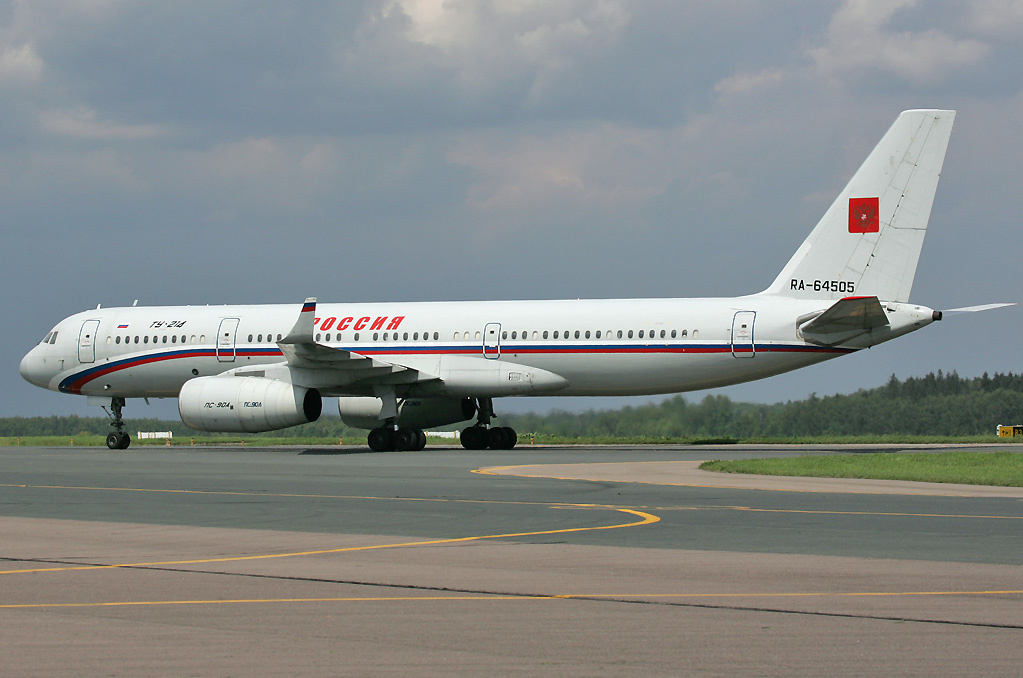
Samolot pasażerski Tu-214

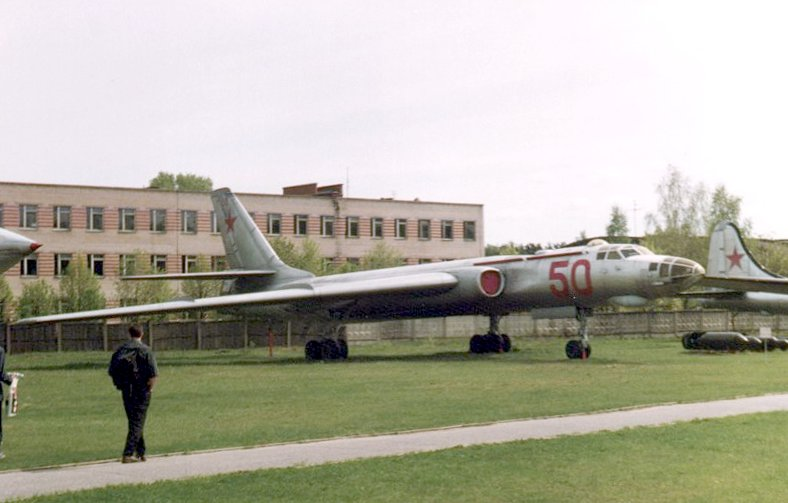
Samolot bombowy Tu-16

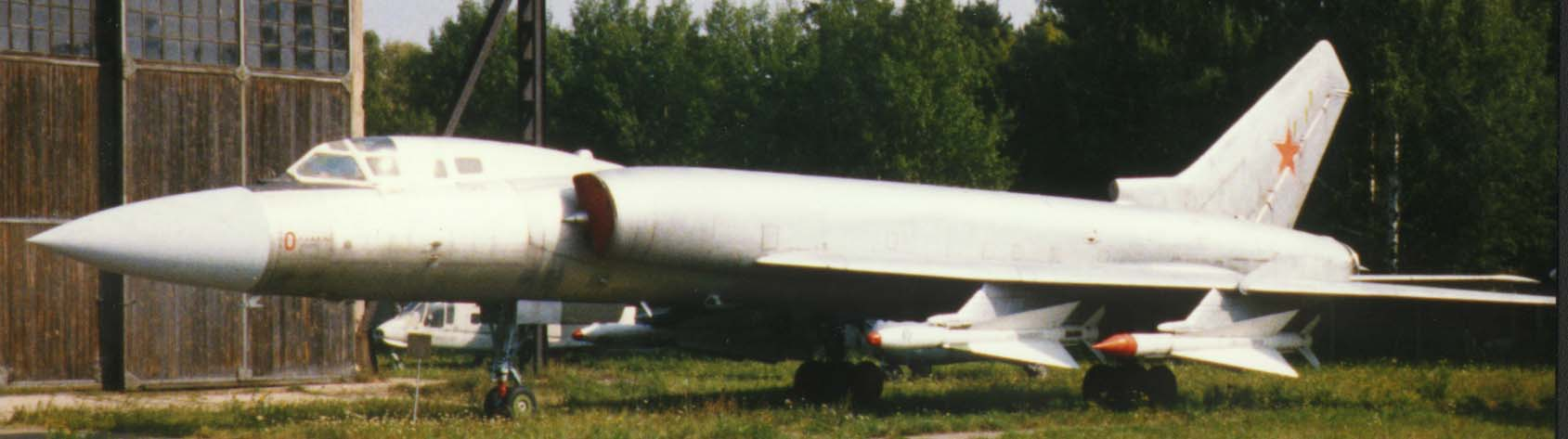
Samolot bombowy Tu-128

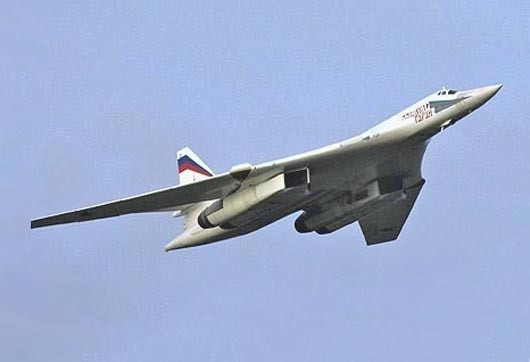
Naddźwiękowy samolot bombowy Tu-160

Tupolew (PSC Tupolev, wcześniej Tupolev OKB, Biuro Projektowe Tupolewa) – rosyjski koncern lotniczy powstały 22 października 1922 roku.
Nazwa pochodzi od nazwiska rosyjskiego projektanta samolotów - Andrieja Nikołajewicza Tupolewa. Przez ponad 90 lat istnienia w firmie opracowano ponad 300 projektów różnych aparatów latających i małych łodzi, 50 z nich weszło do seryjnej produkcji. W sumie wyprodukowano ponad 18 tysięcy samolotów konstrukcji Tupolewa.
Wybrane typy samolotów:

## Wczesne wersje - projekty
- ANT-4
- ANT-6
- ANT-20 Maksym Gorki
- ANT-25
- Tu-2
- Tu-4
- Tu-10

## Eksperymentalne i prototypowe
- Tu-1
- Tu-6
- Tu-8
- Tu-12
- Tu-70
- Tu-72
- Tu-73
- Tu-74
- Tu-75
- Tu-80
- Tu-82
- Tu-85
- Tu-91
- Tu-93
- Tu-96
- Tu-98
- Tu-107
- Tu-110
- Tu-116
- Tu-119
- Tu-155
- Tu-156
- Tu-206
- Tu-216

## Bombowce i inne samoloty wojskowe
- TB-3
- Tu-4
- Tu-14
- Tu-16
- Tu-20
- Tu-22
- Tu-22M
- Tu-26
- Tu-95
- Tu-126
- Tu-142
- Tu-160

## Myśliwce
- Tu-28
- Tu-102
- Tu-128P

## Pasażerskie i transportowe
- Tu-104
- Tu-114
- Tu-124
- Tu-134
- Tu-144
- Tu-154
- Tu-204
- Tu-214
- Tu-330
- Tu-334

## Projekty
- Tu-121
- Tu-123
- Tu-139
- Tu-141
- Tu-143
- Tu-243
- Tu-300
- Tu-324
- Tu-414
- Tu-444